# جامعة كالغاري
جامعة كالغاري هي جامعة عامة في كندا تأسست عام 1966. تقع في مدينة كالغاري.

## وصلات خارجية
- الموقع الرسمي